# ブランズウィック コーポレーション
ブランズウィック コーポレーション（英語：Brunswick Corporation 旧称：Brunswick-Balke-Collender Company）は、イリノイ州メッタワにグローバル本社を置くアメリカ合衆国のコングロマリット。1845年の創業以来、様々な製品の開発製造、マーケティングを行っており、世界24カ国で18,500名以上の従業員が就業する。
1845年にビリヤード台製造業として創業しており、1890年に開始したボウリング事業で業績を伸ばし多角化した。今日におけるプレジャーボート部門では世界有数のメーカーとなり、これに付随した船外機や船舶用電子機器部門でも大手企業となる。また、技術部門ではアメリカ政府と取引を行う防衛部門を有している。

## 歴史

### 黎明期

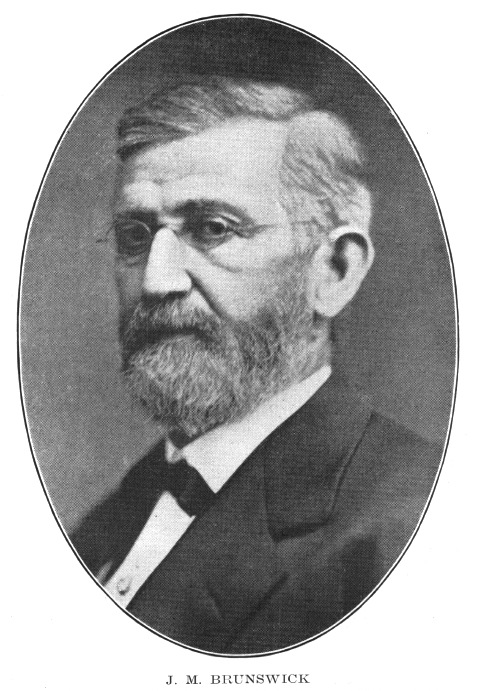
創業者であるジョン・モーゼス・ブランズウィック

15歳でスイスから渡米したジョン・モーゼス・ブランズウィックにより、シンシナティ・キャリッジ・メイキング カンパニーとして、オハイオ州シンシナティで1845年9月15日に創業。創業当初は馬車の製造を主な事業としていたが、機械工場を開設して間もなくブランズウィックはビリヤードに魅せられており、当時アメリカ国内で使われていたビリヤードテーブルはイギリスから輸入された物であったため、ビリヤードテーブルの製造に勝機を見出しておりテーブルの製造を開始する。結果、ブランズウィックのビリヤード台は商業的に成功を収めたことで事業を拡大、1848年には、イリノイ州シカゴに最初の支店を開設している。
2人の兄弟が入社した1855年にはJ.M ブランズウィック・アンド・ブラザース・ビリヤードテーブル・マニュファクチャリングに改名しており、この時のスローガンは、The oldest and most extensive billiard tables（最も古く最も優れたビリヤードテーブル）、The oldest and most extensive billiard table manufacturers in the United States（米国で最も歴史があり、最も豊富な実績を持つビリヤード台メーカー）であった。
1872年、2人の兄弟はシカゴとサンフランシスコとで競合とビリヤードパーラーを始めるため会社を去っている。
1874年、ブランズウィック社はジュリアス・バルケが所有していた競合メーカー、グレート・ウェスタン・ビリヤード・マニュファクトリーと合併し、グレート・ウエスタン・ビリヤーズ・テーブル・マニュファクトリーとなった。1878年には業界最大手企業となっており、1879年には資本金275,000ドル（約3,700万円）で法人化され、同年、もう1つの競合会社であったニューヨークのH.W.コレンダー社と合併し、コレンダーが特許を持つビリヤードクッションの権利を得ている。1884年にブランズウィック・バルク・コレンダー・カンパニー（略称：B.B.C.カンパニー）を設立した。
1886年、ブランズウィック逝去。享年67歳。これに伴いヒュー・コレンダーが新社長として就任。
1890年、ブランズウィックの義理の息子であるモーゼス・ベンシンガーが社長に就任し、ボウリング事業を開始する。20世紀初頭、ブランズウィックは取り扱い商品を拡大し、便座、自動車用タイヤ、蓄音機など様々な製品の製造を行っている。

### 1900年代

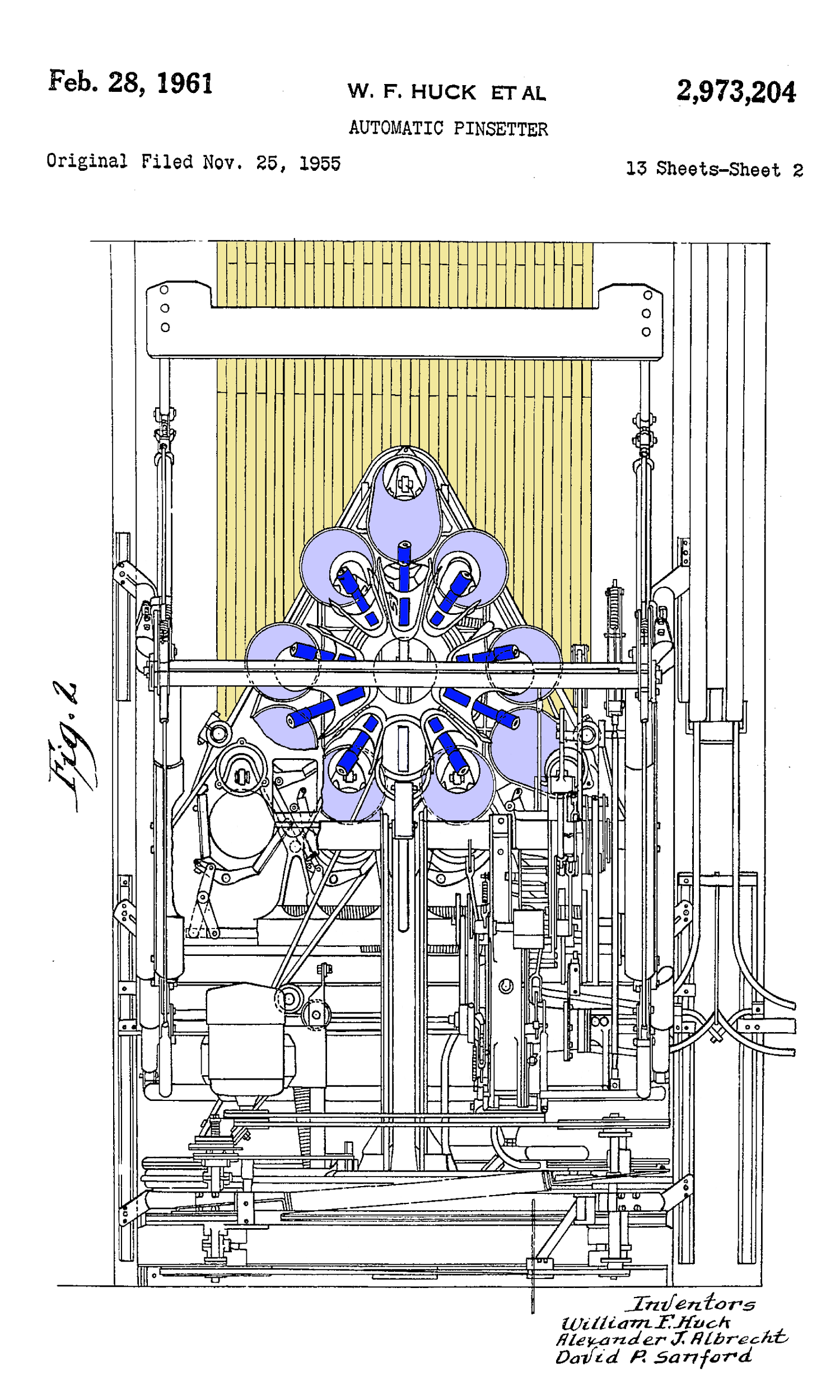
ボウリングの自動ピンセッターに関する特許出願図 US patent 2973204

1916年には、ブランズウィックレコード（下欄を参照）という名称で蓄音機とレコードの販売を開始し、急速に普及した。1930年、ブランズウィックはレコード会社の経営権をワーナーブラザーズに売却し、冷蔵庫のラインナップを発表する。
第二次世界大戦中、ブランズウィック・バルク・コレンダー社は、アメリカ軍向けの小型標的型無人航空機を製造している。戦後は学校向けの家具を発売。1949年、ボウリング場を運営する大手企業アメリカン・マシン・アンド・ファウンドリー（AMF）社と協力し、ボウリングピンを自動で処理するための全自動ユニット「モデルA」メカニカル・ピンセッターを発表。なお、それ以前にもブランズウィックは、半自動や手動式の「スポッティングテーブル」と呼ばれるユニット2機種を製造しており、モデルAはその後継機となる。1950年代には、レジャー用品やスポーツ用品市場でAMFに対抗するため、ゴルフ用品の製造も開始している。
1960年4月10日、ブランズウィック・バルク・コレンダー社は、正式にブランズウィックに社名を変更。翌年には4億2,200万ドル（約573億5千万円）の売上を計上した。1961年には、船外機大手であったマーキュリー・マリーンを買収。1970年代、ブランズウィックは、ボウラーが手で行う代わりに電子的にスコアを集計する、自動スコアラーを発表した。
ブランズウィックはブローバック機構を用いた機関銃の特許を取得する。 この他、ロケット推進式手りゅう弾となる珍しいグレネードランチャーなど、武器の開発も行っている。
1971年には、日本のヤマハ発動機に対し合弁事業の打診を行っている。ヤマハはアメリカに視察を行い、社長である川上源一に対し、劣っていた船外機の技術を吸収するため必要であると上申する。しかし、川上は技術提携ならば認めるが、合弁事業には明確に反対を示したことで計画は一時凍結された。その後、ヤマハが断ればスズキやトーハツに対し打診が行くだけであって得策では無いとして、最終的に合弁事業は認められ、折半出資による「三信工業」が設立された。契約期間は10年であったが、9年後の1982年に合弁事業は解消され、三信工業の株は全てヤマハ発動機が保有するに至った。当時、船外機世界トップレベル企業との経験による収穫は大きく、今日における「マリーンのヤマハ」を決定付ける事象となった。
1980年代には、ブランズウィックはベイライナー、ボストン・ホエーラー、マクサム、シーレイ、トロフィーなどのブランドで、ヨットやプレジャーボートの主要メーカーとなっている。
湾岸戦争では、ブランズウィックはアメリカ軍にカモフラージュネットの供給を行っている。また、パトリオットミサイル向けのレドームも製造していた。1997年、ブランズウィックはロードマスターの自転車部門を買収し、大衆向け自転車メーカーとなった。しかし、中国を中心とした海外メーカーからの低価格な輸入品が急増し、米国での継続的な生産が困難であることが明らかになったことで、1999年に同社はロードマスターの自転車部門をパシフィックサイクルに売却した。

### 2000年以降
2001年、ブランズウィックはジェンマー・インダストリーズからハッテラス・ヨットを現金約8,000万ドル（約108億7千万円）で買収。2013年に「ハッテラス/カボ」ブランドをバーサ・キャピタル・マネジメントに売却する。21世紀初頭の時点で、ブランズウィックは、マーキュリーマリンのブランド名の下、プレジャーボートや船外機を製造するほか、スポーツ・フィットネス機器などの製造にも携わっている。
2004年、ブランズウィックはレーベ・ボート社を買収。また同年、マサチューセッツ州アクトンを拠点とするマリンエレクトロニクス大手のノーススターテクノロジーズをカナダマルコーニ社より買収する。その後、ニュージーランドのオークランドに本社を置くナブマン社をノーススター社と合併させ、ブランズウィック・ボートグループの販売代理店とした。また、ブランズウィックはMx-Marineも買収。2006年、当時のCEOが3Mに移籍すると、新CEOはNorthstar、Navman、Mx-Marineの売却を決定する。現在、ナビコはEagle、Lowrance、B&G、Simradの各ブランドに加え、この3つのブランドを所有する。
2014年7月17日、ブランズウィックは、2014年末までにボウリング事業から撤退する計画を発表した。前年に1億8,700万ドル（約254億2千万円）の収益をもたらしたボウリングセンター事業を、競合のボウレロ コーポレーションに2億7,000万ドル（約367億円）で売却することに合意したことを明らかにした。また、ボウリング機器・製品事業の買い手探しをラザードに依頼したことも明らかとなった。ブランズウィックは、2013年の純売上高の92％を占めるコア事業となるマリン部門とフィットネス部門に集中するための決定であった。なお、ブランズウィックの原点となるビリヤード事業はフィットネス部門の一部として継続することが発表された。ボウリングセンター事業のボウレロへの売却は、2014年9月に完了している。2015年5月、ボウリング機器・製品部門を民間投資会社のブルーアーク・キャピタル・マネージメントに売却し、ボウリング事業から完全に撤退した。
2019年5月、アメリカ最大となる多数のマリーナを運営するフリーダムボートクラブを買収したとの発表が行われた。

## ブランズウィック・レコード
ブランズウィック・レコードの歴史は長く、戦前の1916年にカナダでレコードを流通させ、アメリカでは1920年から流通を開始している。ブランズウィックは、1950年代末から1960年代初頭にかけてジャッキー・ウィルソンのヒット曲を発表した。カール・デイヴィスとジャッキー・ウィルソンが組んだ曲「ハイアー・アンド・ハイアー」は、200万枚以上を売り上げた（R&B第1位、ポップ第5位）。ザ・シャイライツは、ブランズウィックにとって1970年代に2つのNo.1 R&Bヒット、「ハヴ・ユー・シーン・ハー」と「オー・ガール」を録音したが、どちらもリード・シンガーのユージン・レコードが共作し、共同プロデュースした。「オー・ガール」はBillboard Hot 100で1位を獲得した。カール・デイヴィスは1969年に、姉妹レーベルとしてダカー・レコードを設立した。このレーベルでは、タイロン デイヴィスがメインのR&B アーティストとなり、ヒットを飛ばした。ダカーにはタイロン・デイヴィスのほかに、ボハノンらが在籍した。。ダカーは当初アトランティック・レコードから2年間配給されたが、同社がデッカから独立した後、1972年1月からブランズウィック配給のもとに移行している。
ブランズウィックとダカーの主なアーティストには、シャイ・ライツ、ハミルトン・ボハノン、ウィリー・ヘンダーソン&ザ・ソウル、タイロン・デイビス、ジャッキー・ウィルソン、バーバラ・アクリン、ヤングホルト・アンリミテッド、ジ・アーティスティックス、オーティス・リーヴィル、ロスト・ジェネレーション、ウォルター・ジャクソン、アーマ・フランクリン、マリアン・ファーラ＆サテン・ソウル、ジーン・チャンドラーらがいた。